# I magnifici dieci
I magnifici dieci sottotitolo Avventure di un bambino nel mondo della matematica è un racconto illustrato, scritto da Anna Cerasoli per l'educazione matematica dei più piccoli, il cui vivace protagonista è un bambino di otto anni.

## Trama
Nel 2001 viene pubblicato da Sperling & Kupfer I Magnifici dieci il primo dei libri di divulgazione matematica per bambini e ragazzi scritto dall'autrice. È la storia di Filo, abbreviazione familiare di Filippo,  un bambino di otto anni vivace e curioso che si avventura nel mondo della matematica grazie alla sua maestra Grazia ma soprattutto agli interventi del nonno, un professore in pensione con evidenti nostalgie del suo passato di insegnante, che si dedica con passione alla sua educazione. Per interessare Filo il nonno utilizza concetti profondi della cultura matematica che però rende semplici e illuminanti perché tratti dalla vita quotidiana e si serve anche di aneddoti storici.
Il libro ha successo di critica e di pubblico. La seconda edizione italiana è del 2007, la terza del 2018, ogni edizione con illustratori diversi. L'opera è tradotta è pubblicata anche in paesi asiatici.